# Cyphostemma ouakense
Cyphostemma ouakense är en vinväxtart som beskrevs av Descoings. Cyphostemma ouakense ingår i släktet Cyphostemma och familjen vinväxter. Utöver nominatformen finns också underarten C. o. glandulosum.